# Brooks Point
Brooks Point är en udde i Antarktis. Den ligger i Östantarktis. Australien gör anspråk på området.
Terrängen inåt land är kuperad åt sydväst, men åt nordväst är den platt. Havet är nära Brooks Point åt nordost. Trakten är obefolkad. Det finns inga samhällen i närheten.